# Pazarlar (district)
Pazarlar is een Turks district in de provincie Kütahya en telt 7.087 inwoners (2007). Het district heeft een oppervlakte van 159,3 km².
De bevolkingsontwikkeling van het district is weergegeven in onderstaande tabel.
| 1997   | 2000   | 2007  |
| ------ | ------ | ----- |
| 11.412 | 12.409 | 7.087 |